# Tigre (cocardier)
Pour les articles homonymes, voir Tigre (homonymie).
Tigre, né en 1952 et mort en 1974, est un taureau cocardier de race camarguaise. Fils du célèbre Vovo, élevé au sein de la manade Laurent, il remporte le Biòu d'or en 1959 et 1960.

## Famille
Il est le fils de la vache Joliette et du taureau Vovo.

### Manade
Il appartient à la manade Laurent, qui a son siège à Salin-de-Giraud.

## Carrière
Il débute dans les arènes du Cailar en juillet 1955.
Il affronte notamment Manolo Falomir, Roger Pascal, François Canto, Francis San Juan et André Soler.
Il meurt en 1974 dans les prés des Marquises.

### Palmarès
- 1959, 1960 : Biòu d'or